# Picotet nebulós
El picotet nebulós (Picumnus nebulosus) és una espècie d'ocell de la família dels pícids (Picidae) que habita boscos i clarianes fins als 1000 m, al sud-est del Brasil, Uruguai, el Paraguai i nord-est de l'Argentina.